# Sonoma Mountain AVA
Sonoma Mountain AVA (anerkannt seit dem 23. Januar 1985) ist ein Weinbaugebiet im US-Bundesstaat Kalifornien. Das Gebiet liegt im südlichen Teil des Verwaltungsgebiet Sonoma County im Sonoma Valley (auch bekannt als The Valley of the Moon) in unmittelbarer Umgebung der Stadt Glen Ellen. Die Rebflächen besetzen den westlichen Teil des übergeordneten Sonoma Valley AVA und liegen in der Nähe der Sonoma Mountains. Durch die Einbettung in das Küstengebirge ergeben sich eine große Fülle an Mikroklimata, die ein breites Spektrum an Rebsorten zulassen. Wichtige Sorten sind Cabernet Sauvignon, Chardonnay, Pinot Noir, Sauvignon Blanc, Sémillon und Zinfandel.